# Tshane
Tshane è un villaggio del Botswana situato nel distretto di Kgalagadi, sottodistretto di Kgalagadi North. Il villaggio, secondo il censimento del 2011, conta 1.020 abitanti.

## Località
Nel territorio del villaggio sono presenti le seguenti 8 località:
- Kganyane di 39 abitanti,
- Khakhwe di 1 abitante,
- Lekgwarana/Tshanye di 22 abitanti,
- Makgarejwana di 5 abitanti,
- Ngwaborwa di 3 abitanti,
- Sele di 20 abitanti,
- Swape di 1 abitante,
- Tlhaga's Farm / Tlhage di 4 abitanti